# Lijst van voetbalinterlands Bulgarije - Joegoslavië
Deze lijst van voetbalinterlands is een overzicht van alle officiële voetbalwedstrijden tussen de nationale teams van Bulgarije en Joegoslavië. De landen hebben 25 keer tegen elkaar gespeeld. De eerste ontmoeting was een vriendschappelijke wedstrijd in Zagreb op 30 mei 1926. Het laatste duel, een kwalificatiewedstrijd voor het Wereldkampioenschap voetbal 1986, werd gespeeld op 1 juni 1985 in Sofia.

## Wedstrijden
| №  | Plaats    | Datum             | Competitie           | Wedstrijd               | Uitslag |
| -- | --------- | ----------------- | -------------------- | ----------------------- | ------- |
| 1  | Zagreb    | 30 mei 1926       | Vriendschappelijk    | Joegoslavië − Bulgarije | 3 − 1   |
| 2  | Sofia     | 15 mei 1927       | Vriendschappelijk    | Bulgarije − Joegoslavië | 0 − 2   |
| 3  | Belgrado  | 13 april 1930     | Vriendschappelijk    | Joegoslavië − Bulgarije | 6 − 1   |
| 4  | Sofia     | 15 juni 1930      | Vriendschappelijk    | Bulgarije − Joegoslavië | 2 − 2   |
| 5  | Sofia     | 16 november 1930  | Vriendschappelijk    | Bulgarije − Joegoslavië | 0 − 3   |
| 6  | Belgrado  | 19 april 1931     | Vriendschappelijk    | Joegoslavië − Bulgarije | 2 − 0   |
| 7  | Sofia     | 4 oktober 1931    | Vriendschappelijk    | Bulgarije − Joegoslavië | 3 − 2   |
| 8  | Belgrado  | 30 juni 1932      | Vriendschappelijk    | Joegoslavië − Bulgarije | 2 − 3   |
| 9  | Boekarest | 7 juni 1933       | Vriendschappelijk    | Bulgarije − Joegoslavië | 0 − 4   |
| 10 | Sofia     | 18 maart 1934     | Vriendschappelijk    | Bulgarije − Joegoslavië | 1 − 2   |
| 11 | Belgrado  | 1 april 1934      | Vriendschappelijk    | Joegoslavië − Bulgarije | 2 − 3   |
| 12 | Athene    | 25 december 1934  | Vriendschappelijk    | Bulgarije − Joegoslavië | 3 − 4   |
| 13 | Sofia     | 24 juni 1935      | Vriendschappelijk    | Bulgarije − Joegoslavië | 3 − 3   |
| 14 | Tirana    | 13 oktober 1946   | Vriendschappelijk    | Bulgarije − Joegoslavië | 1 − 2   |
| 15 | Zagreb    | 12 oktober 1947   | Vriendschappelijk    | Joegoslavië − Bulgarije | 2 − 1   |
| 16 | Sofia     | 4 juli 1948       | Vriendschappelijk    | Bulgarije − Joegoslavië | 1 − 3   |
| 17 | Belgrado  | 31 mei 1959       | EK 1960 kwalificatie | Joegoslavië − Bulgarije | 2 − 0   |
| 18 | Sofia     | 25 oktober 1959   | EK 1960 kwalificatie | Bulgarije − Joegoslavië | 1 − 1   |
| 19 | Belgrado  | 1 juni 1966       | Vriendschappelijk    | Joegoslavië − Bulgarije | 0 − 2   |
| 20 | Sofia     | 6 november 1966   | Vriendschappelijk    | Bulgarije − Joegoslavië | 6 − 1   |
| 21 | Subotica  | 25 maart 1981     | Vriendschappelijk    | Joegoslavië − Bulgarije | 2 − 1   |
| 22 | Sofia     | 17 november 1982  | EK 1984 kwalificatie | Bulgarije − Joegoslavië | 0 − 1   |
| 23 | Split     | 21 december 1983  | EK 1984 kwalificatie | Joegoslavië − Bulgarije | 3 − 2   |
| 24 | Belgrado  | 29 september 1984 | WK 1986 kwalificatie | Joegoslavië − Bulgarije | 0 − 0   |
| 25 | Sofia     | 1 juni 1985       | WK 1986 kwalificatie | Bulgarije − Joegoslavië | 2 − 1   |

## Samenvatting
| Competitie        | Totaal gespeeld | Winst Bulgarije | Gelijk | Winst Joegoslavië | Doelsaldo Bulgarije – Joegoslavië |
| ----------------- | --------------- | --------------- | ------ | ----------------- | --------------------------------- |
| WK-kwalificatie   | 2               | 1               | 1      | 0                 | 2 − 1                             |
| EK-kwalificatie   | 4               | 0               | 1      | 3                 | 3 − 7                             |
| Vriendschappelijk | 19              | 5               | 2      | 12                | 32 − 46                           |
| Totaal            | 25              | 6               | 4      | 15                | 37 − 54                           |

Wedstrijden bepaald door strafschoppen worden, in lijn met de FIFA, als een gelijkspel gerekend.